# Sulayman ibn Khatir al-Khuzai
Abu-Muhàmmad Sulayman ibn Kathir al-Khuzaí (àrab: أبو محمد سليمان بن كثير الخزاعي, Abu-Muḥammad Sulaymān b. Kaṯīr al-Ḫuzāʿī), més conegut senzillament com Sulayman ibn Kathir (?-750), fou un daï del corrent haiximita i després de l'abbàssida, al Khurasan.
Vivia a Kufa i apareix el 716-717 en la campanya del governador Yazib ibn al-Muhàl·lab al Gurgan, en la que fou un dels generals del seu exèrcit. Sulayman era membre dels ahl ad-diwan a Merv quan fou reclutat per la secta haiximiyya (es diu que vers el 719) per obra de Bukayr ibn Mahan, un mawla que també havia participat en la campanya de Yazid al Gurgan. Sulayman va reclutar pel moviment el seu fill, els seus germans, els seus cunyats i altres membres del clan Khuzai, i a alguns personatges de certa importància de Merv i va arribar al rang de naqib dins la secta. El 724 el seu germà Jàbir o Hàritha ibn Kathir apareix fent campanya contra els turcs. El 735 o 736 fou arrestat amb altres daïs però fou alliberat tot seguit i va assolir la direcció del moviment. El seu pare Kathir ibn Umayya, d'edat avançada, va morir en una altra campanya contra els turcs el 737. Sulayman va dirigir el moviment uns deu anys, fins al 746, quan va arribar Abu-Múslim, que es va imposar. A la pujada al tron del primer califa abbàssida, Abu-Múslim va fer matar Sulayman i el seu fill (750).